# 范现国
范现国（1960年9月—），河北隆尧人，无党派人士，高级经济师，全国人大代表、世界方便面协会中国分会会长，今麦郎面品有限公司董事长兼总裁，河北华龙面业集团有限公司董事长兼总裁。2003年当选为第十届全国人大代表，2013年当选为第十二届全国人大代表。

先后被授予“河北省十大杰出青年民营企业家”“世界华商100强”“中国食品工业优秀企业家”等荣誉称号。

## 生平
1960年出生于河北省隆尧县，1994年创办河北隆尧华龙食品有限公司，进入方便面产业。后来将公司名称改为今麦郎。
2002年毕业于澳门科技大学。2013年，被选为第十二届全国人大代表，代表河北地区。